# Pseudechis australis
La serpiente de Mulga (Pseudechis australis) es un ofidio de la Australia continental que pertenece al género Pseudechis o serpientes negras. Alcanza en torno a los 2,7 m de longitud y es una de las serpientes más largas de Australia.

## Veneno

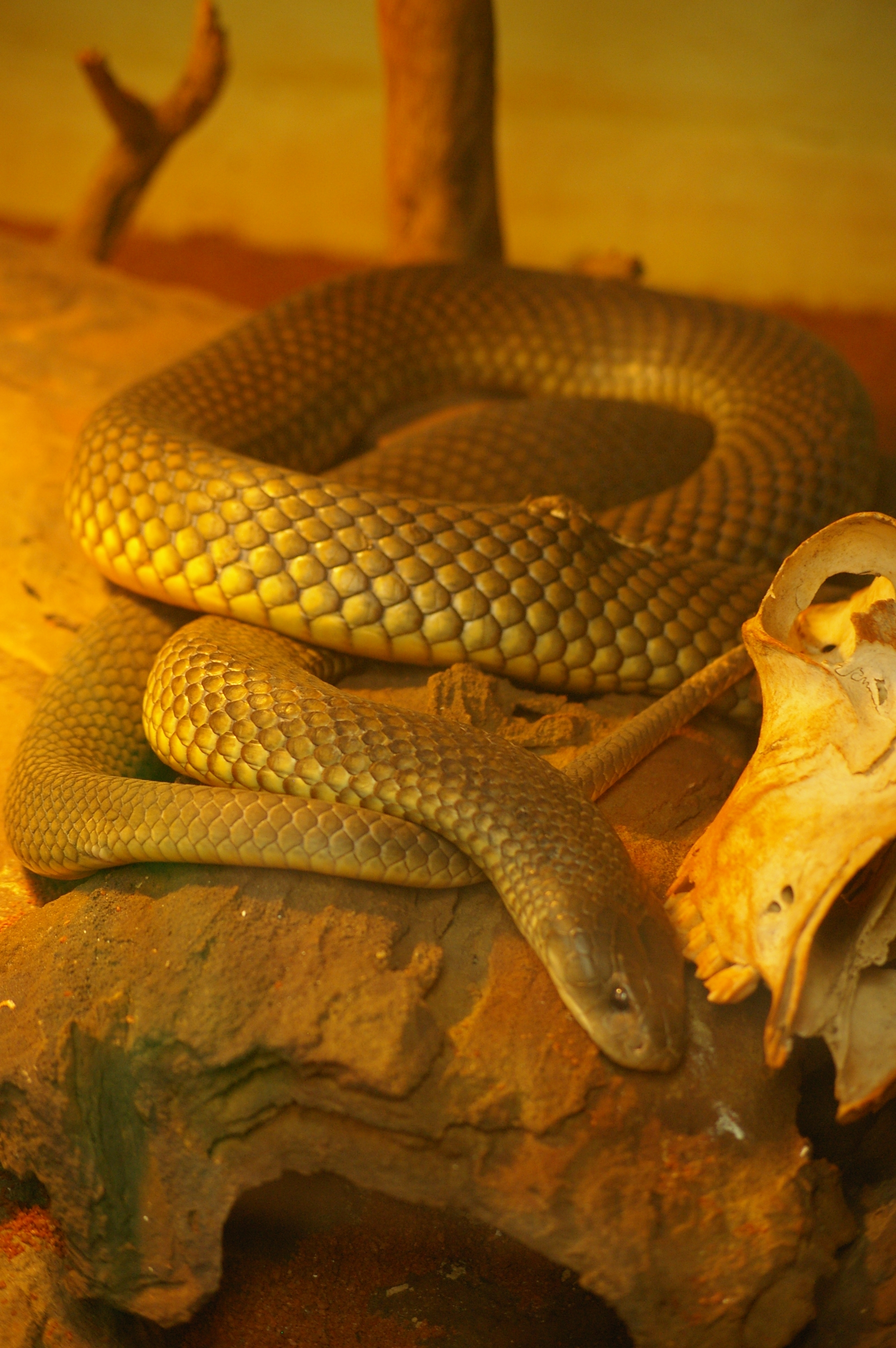
La serpiente en un terrarii

A pesar de no ser  agresiva, la serpiente mulga es la responsable del 4 % de todas las mordeduras en Australia. 
Los síntomas más comunes después de una mordedura son: mareo, vómito, dolor abdominal, dolor de cabeza, hinchazón y necrosis alrededor de la zona afectada. Sin embargo, la posibilidad de morir a manos de esta serpiente es muy baja, aunque se puede perder la extremidad, debido a la necrosis.